# Селенгинский Спасский собор
Собо́р Нерукотворе́нного о́браза Спаси́теля (Спасский собор) — недействующий православный храм в Бурятии близ посёлка Новоселенгинск, один из памятников русской архитектуры XVIII века. Собор был возведен в 1784—1789 годы на правом берегу реки Селенги, в Старом Селенгинске.

## История

### Деревянная церковь (1665—1780)
Первоначальная трёхпрестольная Спасская церковь в Селенгинском остроге, высотой в 32 метра, была построена из дерева в 1665 году при основании крепости.
Храм числится в списке монастырей и церквей Западного Забайкалья от 1707 года. Во время своего «Селенгинского сидения» в 1720-х годах в церкви совершал богослужения святитель Иннокентий Иркутский.
В начале 1735 года епископ Селенгинский Иннокентий назначил Спасскую церковь соборной церковью Селенгинска.
4 апреля 1780 года деревянный храм сгорел во время первого пожара в западной части города. В том же году второй пожар уничтожил практически весь Селенгинск.

### Постройка каменного храма (1784—1789)
При возрождении города новый Спасский собор был возведён при содействии императрицы Екатерины II и благодаря добровольным пожертвованиям. Работы по возведению уже каменного храма начались 14 мая 1784 года и завершились 13 июня 1789 года.
При строительстве в пол нижней церкви была заложена плита с могилы ссыльного гетмана Демьяна Многогрешного. Главный верхний престол собора был освящён в честь Нерукотворенного образа Спасителя; в нижнем храме освятили придел в благодарность императрице — во имя великомученицы Екатерины.
Архитектором стал самоучка тюменский мещанин Воротников; строителями-подрядчиками — будущий селенгинской купец Иван Степанович Басов и купец Дмитрий Михайлович Пахолков.
Позже были пристроены приделы, существовавшие ещё при старой церкви: северный — во имя святителя Николая Мирликийского (1799) и южный — Архангела Михаила (1816).
Пятиглавый собор в плане имел размеры 25,60 м × 49,60 м, высота храма — около 40 м.
В 1862 году собор пострадал во время разрушительного Цаганского землетрясения на Байкале.
В 1865 году при храме было открыто приходское попечительство. Председателем попечительства избран Пётр Кельберг. 1 октября 1865 года попечительство открыло приходское училище. В училище обучались 11 мальчиков и 5 девочек. Преподавали в училище дьяк Иоанн Громов и дьячок Дмитрий Попов.
До освящения нового Вознесенского собора в Новоселенгинске в 1888 году, Спасский собор был главным храмом Селенгинского уезда Забайкальской области. Затем стал приписным храмом Вознесенского собора до 1915 года.
13 июня 1889 года отмечалось столетие собора. В праздновании принимали участие: Селенгинский епископ Мелетий, генерал-губернатор Приамурья барон Андрей Корф, военный губернатор Забайкальской области Михаил Хорошкин.
В 1915 году было решено создать Селенгинскую Спасскую мужскую обитель, которою открыли 12 августа того же года и куда из Чикойского Иоанно-Предтеченского монастыря были переведены монахи. Спасский собор стал домовой церковью этой обители.

### Разрушение во время СССР
После революции и гражданской войны в 1920 году Селенгинская Спасская обитель упоминается как скит.
В 1925 году монастырь был окончательно закрыт.
Богослужения в Спасском соборе проходили вплоть до начала 1930-х годов.
С 1936 года здание начали подвергать разрушению: сняли кресты; в 1950-х годах взорвали монашеские кельи у храма, снесли часть куполов собора, пытались разобрать на кирпичи, но не смогли и приспособили под стойло для скота.
С 1970-х годов руины Спасского собора и находящаяся рядом часовня Святого Креста остаются единственными сохранившимися зданиями Старого Селенгинска.
В конце 1980-х годов предпринимались попытки создания историко-архитектурного заповедника «Старый Селенгинск».
В 1989 году состоялось торжество в честь 200-летия Спасского собора.

Спасский собор
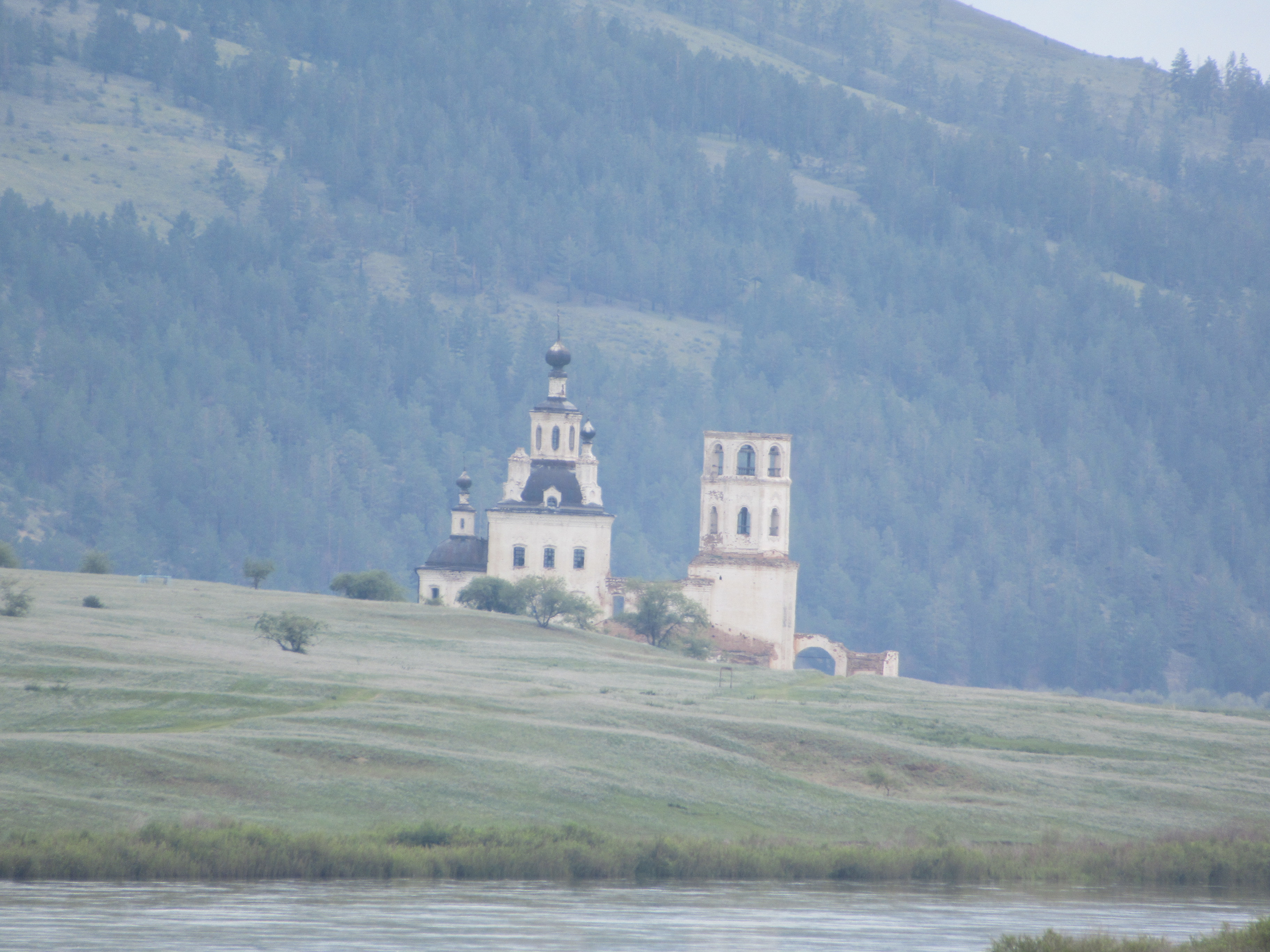
Северный фасад
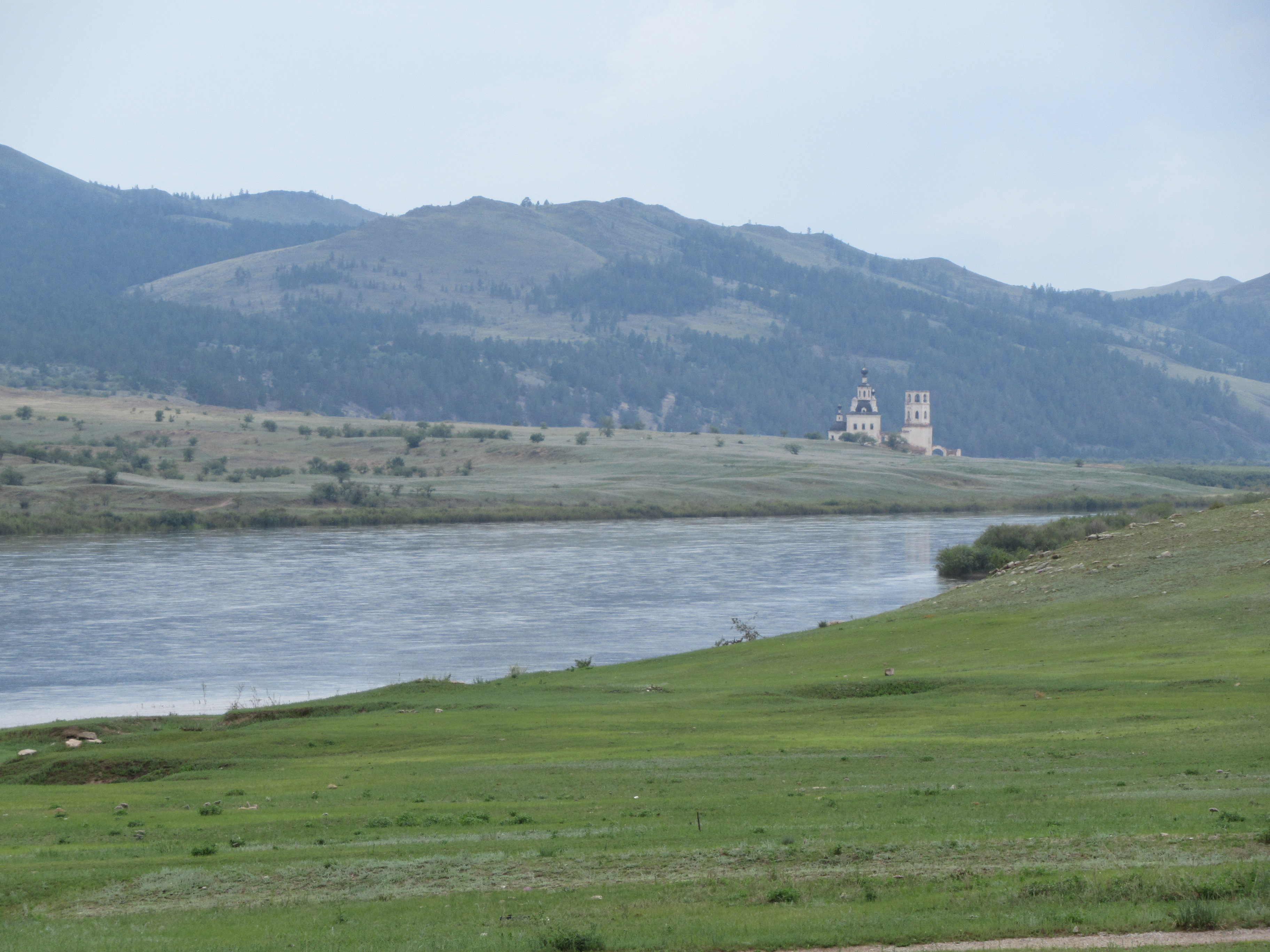
Вид с берега реки Селенга

## Объекты культурного наследия
Рядом с собором находятся:

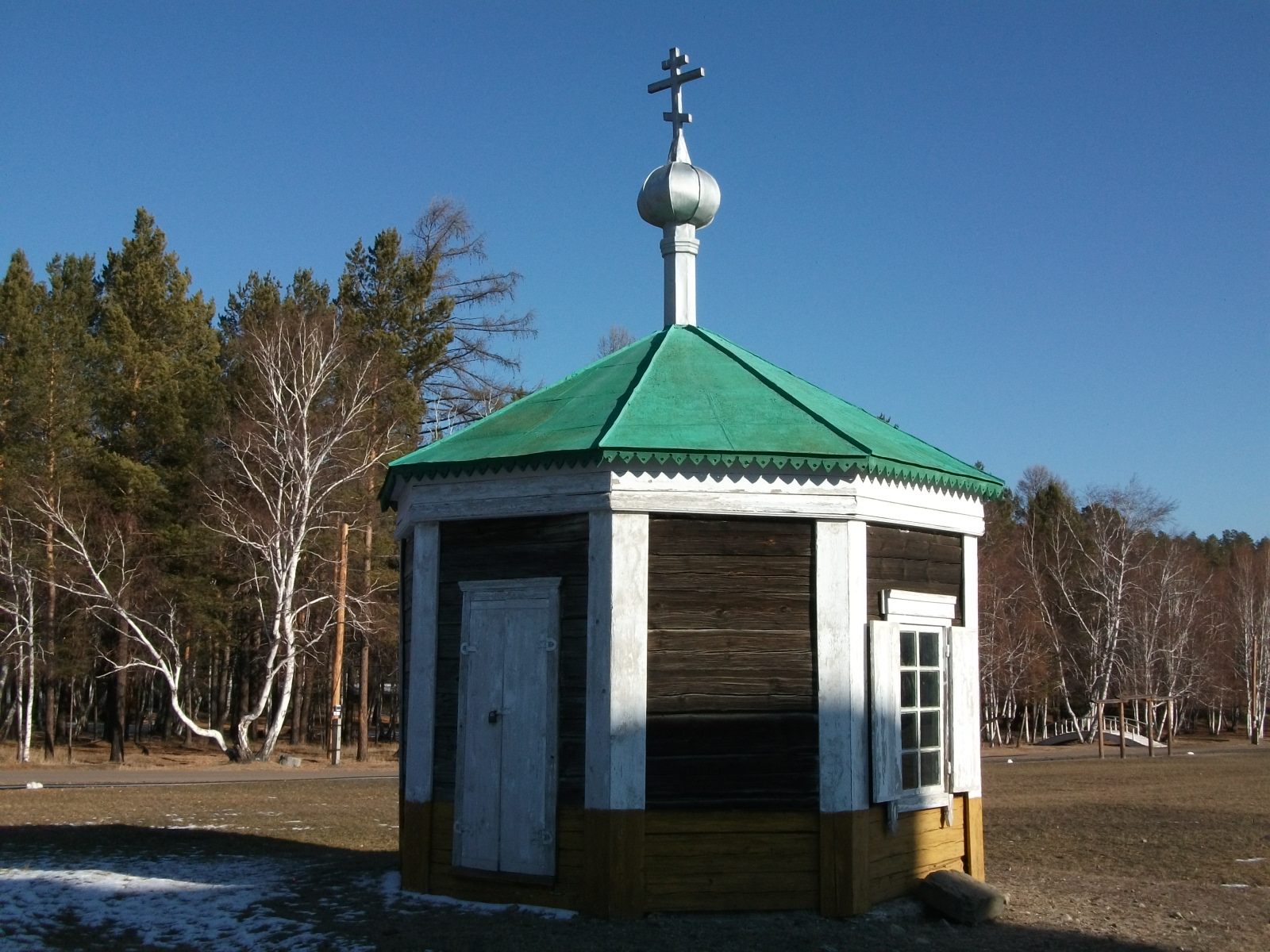
Часовня перенесена в Этнографический музей народов Забайкалья в Улан-Удэ

- Часовня Святого Креста — памятник архитектуры;
 Объект культурного наследия народов РФ регионального значения. Рег. № 031510349030005 (ЕГРОКН). Объект № 0401046000 (БД Викигида)
- Могила В. В. Якобия — памятник истории.
 Объект культурного наследия народов РФ регионального значения. Рег. № 031510349190005 (ЕГРОКН). Объект № 0401046000 (БД Викигида)